# Контрастні речовини для МРТ

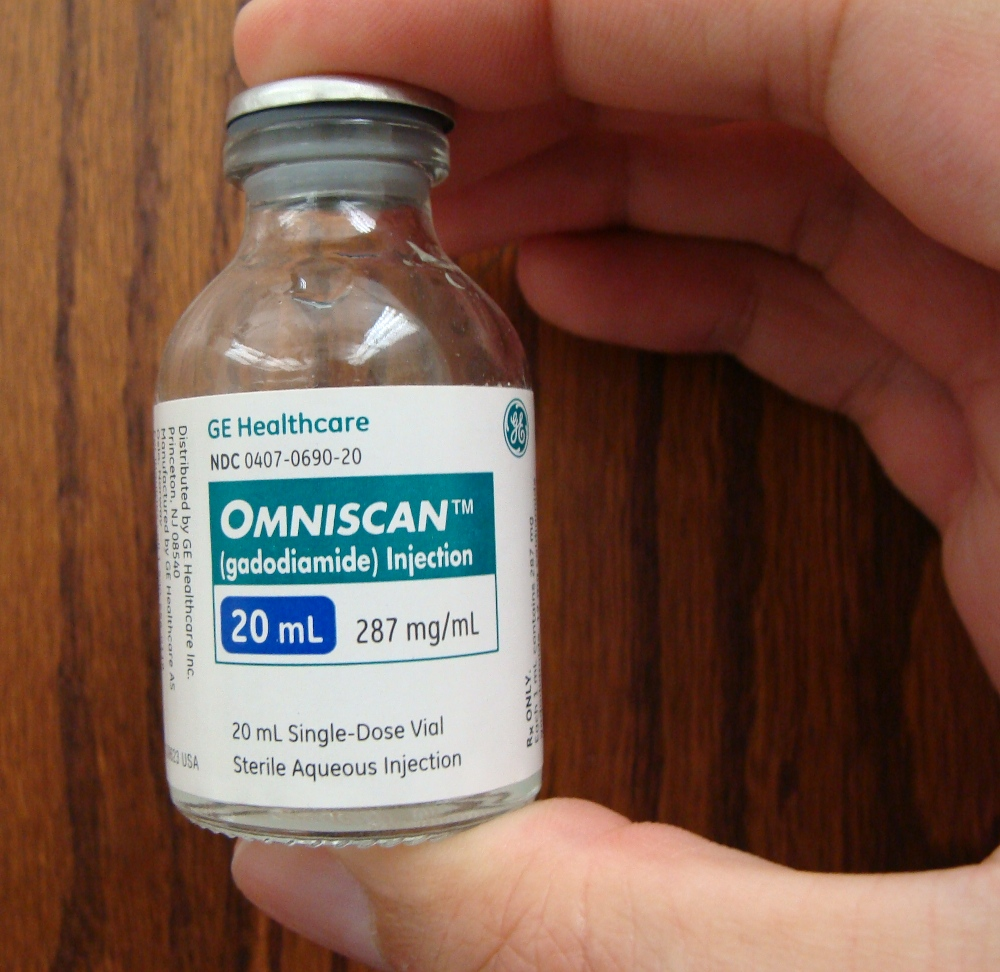
Флакон контрастної речовини Omniscan

Контрастні речовини для МРТ — контрастні речовини, які використовуються для поліпшення візуалізації внутрішніх структур тіла при магнітно-резонансній томографії (МРТ). Найчастіше використовувані сполуки для посилення контрасту зображення є похідні гадолінію. Такі МРТ-контрастні речовини скорочують час релаксації ядер в тканинах тіла після перорального або внутрішньовенного введення .
У МРТ-сканерах ділянки тіла піддаються впливу дуже сильного магнітного поля, що спричиняє насамперед поляризацію в його напрямку ядер водню («спіни»). Направлений інтенсивний радіочастотний імпульс, що генерується ядрами водню, діє в напрямку котушки приймача, і виявляє спінову поляризацію. Випадкові молекулярні обертальні коливання, що відповідають резонансній частоті ядерних спінів, забезпечують механізми «релаксації», які повертають сітку намагніченості до її рівноважного положення відповідно до прикладеного магнітного поля. Величина спінової поляризації, виявлена приймачем, використовується для формування МР-зображення але розпадається з характерним постійною часом, відомим як час релаксації T1. Протони водню в різних тканинах мають різні значення T1, що є одним з головних джерел контрасту в МР-зображеннях. Контрастна речовина зазвичай скорочує, але в деяких випадках збільшує, значення T1 найближчих до неї протонів водню, змінюючи тим самим контраст зображення.

## Класифікація
Більшість МРТ-контрастних речовин, що використовуються у клініці, працюють за рахунок скорочення часу релаксації протонів T1 всередині тканин, які і взаємодіють з сусідньою із ним контрастною речовиною. Викликаний зміною температури рух виражено парамагнітних іонів металу в контрастній речовині генерує коливальні магнітні поля, що забезпечують механізми релаксації, і підвищують швидкість розпаду індукованої поляризації. Систематична реєстрація такої поляризації над ділянкою досліджуваної тканини є основою для побудови зображення. 
МРТ-контрастні речовини можуть вводитись шляхом ін'єкції в кровотік або перорально, залежно від досліджуваного об'єкта. Пероральне введення добре підходить для сканування ШКТ, тоді як внутрішньосудинне введення виявляється більш корисним для більшості інших сканувань. Різноманітність засобів обох типів покращує рутинне сканування. 
МРТ-контрастні речовини можна класифікувати багатьма способами  включаючи: 
1. хімічний склад
2. шлях введення
3. магнітні властивості
4. вплив на зображення
5. наявність та природа атомів металу
6. біорозподіл та застосування: 
  1. Позаклітинні рідини (також відомі як внутрішньовенні контрастні речовини)
  2. Препарати, що утримуються в крові (також відомі як внутрішньосудинні контрастні засоби )
  3. Органспецифічні речовини (тобто шлунково-кишкові контрастні речовини та гепатобіліарні контрастні речовини)
  4. Речовини для активного нанесення мітки на мішень/клітини (наприклад, пухлиноспецифічні агенти)
  5. Реактивні (також відомі як смарт- або біоактивовані) речовини
  6. рН-чутливі речовнини

### Гадоліній (Gd): парамагнітний

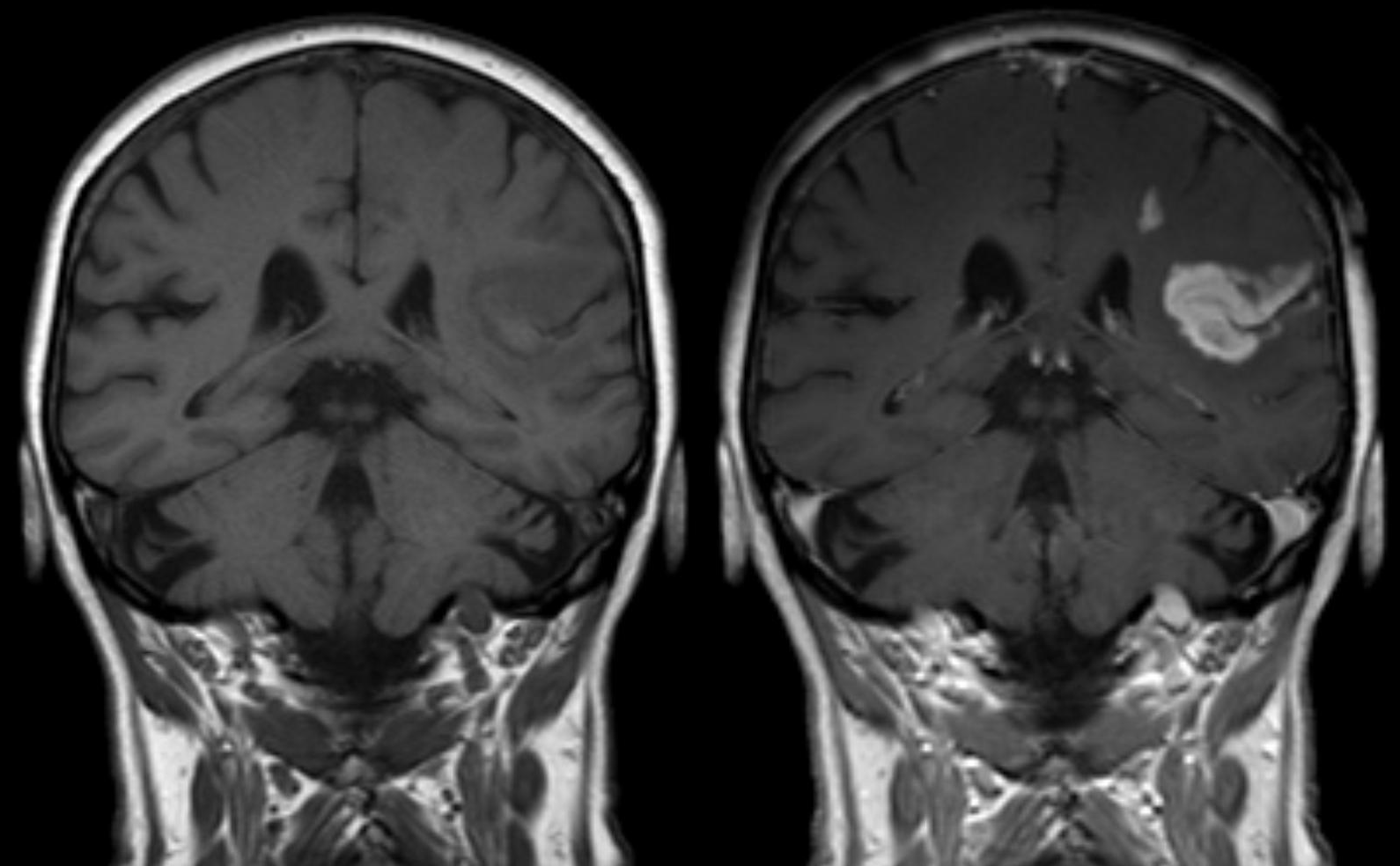
Вплив контрастної речовини на зображення: дефект гематоенцефалічного бар'єру після інсульту, показаний на МРТ. T_{1}-зважені зображення, ліве зображення без, праве зображення із введенням контрастного середовища

МРТ-контрастрі речовини до складу яких входить гадоліній (III) (їх часто називають просто "гадо" або "гад"), найчастіше використовують для покращення візуалізації судин при МР-ангіографії або для покращення візуалізації пухлин головного мозку, пов'язаних з деградацією гематоенцефалічного бар'єру . Для великих судин, таких як аорта та для її гілок, доза гадолінію (III) може становити до 0,1 ммоль на кг маси тіла. Більш високі концентрації часто використовуються для дослідження дрібних судин.  Хелати Gd(III) не проходять непошкоджений гематоенцефалічний бар'єр, оскільки вони гідрофільні. Таким чином, вони корисні для посилення візуалізації ушкоджень та пухлин, коли гематоенцефалічний бар'єр порушений і Gd(III) протікає. У решті ділянок тіла Gd(III) спочатку залишається в кровообігу, але потім поширюється в інтерстиціальний простір або виводиться нирками. 

#### Типи відповідно частинам тіла
Контрастні речовини на основі гадолінію (III) можна класифікувати на: 

##### Речовини позаклітинного простору
- гадотерат (Дотарем, Кларіскан)
- гадодіамід (Омніскан)
- гадобенат (MultiHance)
- гадопентатетат (Магневіст)
- гадотеридол ( ProHance)
- гадоверсетамід (OptiMARK )
- гадобутрол (Gadovist [EU] / Gadavist [США] )
- дімеглумін гадопентетоєвої кислоти (Magnetol)

##### Речовини, що утримуються в крові
- Альбумін-зв'язуючі комплекси гадолінію 
  - гадофосвесет (Аблавар, раніше Васовіст)
  - гадоколетова кислота
- Полімерні комплекси гадолінію 
  - гадомелітол
  - гадомер 17

##### Гепатобіліарні (печінкові) речовини
- гадоксетинова кислота (Primovist [EU] / Eovist [US] ) використовують як гепатобіліарний засіб, оскільки 50 % поглинається й виводиться печінкою, а 50 % - нирками.

#### Засоби, дозволені для використання у людини
Наступні контрастні речовини з хелатованим гадолінієм були затверджені для використання у людей Європейським агентством з лікарських засобів (EMA)  та/або Управлінням з продовольства і медикаментів США (FDA): 
- EMA FDA гадотерат (Дотарем; Європейський: Кларіскан)
- EMA FDA гадодіамід (Омніскан)
- EMA FDA гадобенат (MultiHance)
- EMA FDA гадопентетат (Магневіст; Європейський: Магнегіта, Gado -MRT ratiopharm)
- EMA FDA гадотеридол (ProHance)
- FDA гадофосвесет (Аблавар, раніше Васовіст)
- EMA FDA гадоверсетамід (OptiMARK)
- EMA FDA гадоксетат (Еовіст; Європейський: Примовист )
- EMA FDA гадобутрол (Гадовіст)

#### Безпека гадолінійвмісних контрастних речовин
Анафілактоїдні реакції рідкісні, виникають приблизно в 0,03–0,1 %. 
Як вільно солюбілізований водний іон, гадоліній (III) є дещо токсичним, але, як правило, його вважають безпечним при введенні як хелатовану сполуку. У тварин 50%-ю летальною дозою (LD50) вільних іонів Gd(III) є 100–200 мг/кг, але LD50 збільшується в 100 разів при хелатуванні Gd(III), так що його токсичність стає порівнянною з йодвмісними контрастними речовинами.  Хелатуюча молекула-носій для Gd для використання у контрастуванні МРТ може бути класифікована за тим, макроциклічна вона, чи має лінійну геометрію, та чи є вона іонною, чи ні. Вважають, що циклічні іонні сполуки Gd(III) мають найменшу ймовірність вивільнення іона Gd(III) і, отже, є найбезпечнішими. 
Однак використання деяких хелатів Gd(III) у осіб із захворюваннями нирок було пов'язане з рідкісним, але важким ускладненням, нефрогенною фіброзуючою дермопатією  також відомою як нефрогенний системний фіброз (NSF).    Це системне захворювання нагадує склеромікседему і певною мірою склеродермію. Воно може розвинутись через місяці після введення контрасту.  Пацієнти з погіршеною функцією нирок наражаються на більший ризик розвитку NSF, при цьому пацієнти на діалізі мають більший ризик, ніж пацієнти з хронічною хворобою нирок.   Наразі розвиток NSF пов'язують із застосуванням чотирьох "гадо". У листопаді 2009 р. ВООЗ обмежила використання декількох "гадо", заявивши, що "високоризикові контрастні речовини, що містять гадоліній (Optimark, Omniscan, Magnevist, Magnegita і Gado-MRT ratiopharm ) протипоказані пацієнтам із важкими нирковими хворобами, у пацієнтів, яким планується або нещодавно була проведена трансплантація печінки, та у новонароджених віком до 4 тижнів". 
Встановлено, що гадоліній залишається в організмі після численних МРТ, навіть після тривалого періоду часу. Невідомо, чи можуть накопичення "гадо" спричинити шкоду для здоров'я. FDA закликав лікарів обмежити використання "гадо" до часів, коли буде доступна необхідна інформація про їх використання. 
Постійне підтвердження інформації про збереження гадолінію в мозку та інших тканинах після використання "гадо", призвело до появи огляду безпеки, випущеного Європейським агентством з лікарських засобів (EMA) разом з Комітетом з людських лікарських засобів (CHMP). Хоча і відсутні докази прямого зв'язку використання "гадо" та несприятливих наслідків для здоров'я у пацієнтів із нормальною функцією нирок, можливий ризик призвів до змін у реєстрації всіх гадолінійвмісних внутрішньовенних лінійних хелатованих препаратів (оскільки вони мають меншу силу зв'язування гадолінію). 
У США дослідження дозволили FDA переглянути свої попередження для всіх контрастних речовин на основі гадолінію. Було рекомендовано, що використання "гадо" має ґрунтуватися на ретельному врахуванні характеристик обраного препарату. Особлива обережність має приділятися пацієнтам, які потребують кількох доз, вагітним, дітям, та пацієнтам із запальними процесами. Рекомендується, коли це можливо, мінімізувати повторні дослідження з використанням "гадо",  особливо у близько розташованих ділянках. Однак не рекомендується уникати та відкладати необхідні МРТ-дослідження із використанням "гадо". 
Згідно з ретроспективним дослідженням 397 дітей, використання "гадо" в першому триместрі вагітності пов'язане з дещо підвищеним ризиком діагностування у дітей декількох форм ревматизму, запальних розладів або інфільтративних шкірних захворювань.  У тому ж дослідженні було показано, що у другому та третьому триместрі використання "гадо" було пов’язане з дещо підвищеним ризиком мертвонародження чи смерті новонароджених.  
У грудні 2017 року FDA оголосила, що вимагає додати ці нові попередження в інструкції всіх гадолінійвмісних контрастних препаратів. FDA також закликала покращити інформованість пацієнтів та вимагати від виробників "гадо" проведення додаткових клінічних досліджень на тваринах для оцінки безпеки цих препаратів. 

### Оксид заліза: суперпарамагнітний
Існують два типи контрастних речовин із оксидом заліза: суперпарамагнітний оксид заліза (SPIO) і надмалий суперпарамагнітний оксид заліза (USPIO). Ці контрастні речовини складаються зі зважених колоїдів наночастинок оксиду заліза, що зменшують T2 сигнали поглинаючих тканин. Контрастні речовини SPIO та USPIO в деяких випадках успішно використовуються для покращення візуалізації пухлин печінки. 
- Феридекс I.V. (також відомий як Ендорем і ферумоксиди). Реєстрацію було припинено AMAG Pharma у листопаді 2008 року. [21]
- Резовіст (також відомий як Кліавіст). Отримав реєстрацію на європейському ринку в 2001 році, але виробництво було припинено у 2009 році. [22]
- Синерем (також відомий як Комбідекс). У 2007 році компанія Guerbet відкликала реєстраційну заявку цього продукту. [23]
- Люмірем (також відомий як Гастромарк) був схвалений FDA в 1996 році [24] , його випуск був припинений виробником у 2012 році. [25] [26]
- Кларіскан (також відомий як ПЕГ-феро, Феруглоз та NC100150). Цей контрастний засіб на основі заліза ніколи не був запущений у продаж, і його розробка була припинена на початку 2000-х через проблеми безпеки. [27] У 2017 році GE Healthcare запустила макроциклічну контрастну речовину на основі гадолінію, що містить гадотерову кислоту, як меглюміну гадотерат під торговою назвою Clariscan. [28]

### Платинове залізо: суперпарамагнітне
Повідомлялося про суперпарамагнітні частинки заліза та платини (SIPPs), які мали значно кращу здатність прискорювати релаксацію Т2 порівняно з більш поширеними наночастинками оксиду заліза. SIPP також були обгорнутіфосфоліпідами, щоб створити багатофункціональні SIPP-стелс-імуноміцелі, які були спеціально націлені на клітини раку простати людини.  Однак, ці досліджувані речовини ще не були випробувані на людях. У недавньому дослідженні багатофункціональні SIPP-міцели були синтезовані та кон'юговані з моноклональним антитілом проти простатиноспецифічного мембранного антигену.  Комплекс специфічно прикріплявся до клітин раку передміхурової залози людини in vitro, ці результати говорять про те, що SIPP можуть у подальшому грати роль як пухлинно-специфічні контрастні речовини. 

### Манган: парамагнітний
На відміну від інших добре вивчених наночастинок на основі оксиду заліза, дослідження наночастинок на основі Mn знаходиться на порівняно ранній стадії.  Хелати мангану, такі як Mn-DPDP, покращують сигнал T1 і використовуються для виявлення уражень печінки. Хелат дисоціює in vivo на манган та DPDP, де перший проникає всередину клітини та виводиться з жовчю, а другий виводиться за допомогою фільтрації у нирках. 
Іони мангану (Mn2+) часто використовуються як контрастна речовина в дослідженнях на тваринах, зазвичай це називається MEMRI (МРТ, покращений манганом).  Завдяки здатності Mn2+ проникати в клітини через кальцієві канали, Mn2+ може, наприклад, використовуватися для візуалізації функції мозку. 

### Пероральний прийом контрастних речовин
Широкий спектр пероральних контрастних речовин може покращити зображення шлунково-кишкового тракту. До них належать речовини на основі хелатів гадолинію і мангану або солей заліза для посилення сигналу Т1. SPIO, сульфат барію, повітря та глина були використані для зниження сигналу T2. Натуральні продукти з високою концентрацією мангану, такі як чорниця та зелений чай, також можуть використовуватися для посилення контрастності T1.  
Перфлуброн, тип перфторуглероду, застосовувався як шлунково-кишкова МРТ-контрастна речовина у дітей.  Він працює за рахунок зменшення кількості іонів водню в порожнині тіла, тим самим роблячи її темною на зображеннях. 

### МРТ-контрастні речовини на основі білка
Новіші дослідження свідчать про можливість використання контрастних речовин на основі білка, заснованого на здатності деяких амінокислот зв'язуватися з гадолінієм.    